# Hwang Yu-mi
Hwang Yu-mi (koreanisch 황유미; * 18. März 1982) ist eine Badmintonspielerin aus Südkorea.

## Sportliche Karriere
Hwang Yu-mi nahm an den Olympischen Sommerspielen 2004 und 2008 teil. Im Damendoppel wurde sie 2004 mit Lee Hyo-jung Fünfte, im Mixed mit Han Sang-hoon 2008 Neunte. 2001 gewann sie die Asienmeisterschaft der Junioren.

## Sportliche Erfolge
| Saison | Veranstaltung               | Disziplin   | Platz | Name                        |
| ------ | --------------------------- | ----------- | ----- | --------------------------- |
| 1999   | German Juniors              | Damendoppel | 1     | Kim Hee-jung / Hwang Yu-mi  |
| 2001   | Junioren-Asienmeisterschaft | Damendoppel | 1     | Hwang Yu-mi / Cho A-ra      |
| 2001   | Hong Kong Open              | Mixed       | 3     | Ha Tae-kwon / Hwang Yu-mi   |
| 2001   | Swiss Open                  | Mixed       | 3     | Yoo Yong-sung / Hwang Yu-mi |
| 2002   | Asienspiele                 | Damendoppel | 3     | Lee Hyo-jung / Hwang Yu-mi  |
| 2002   | Denmark Open                | Mixed       | 1     | Kim Dong-moon / Hwang Yu-mi |
| 2003   | China Open                  | Damendoppel | 3     | Hwang Yu-mi / Lee Hyo-jung  |
| 2006   | Chinese Taipei Open         | Mixed       | 3     | Lee Yong-dae / Hwang Yu-mi  |
| 2006   | Thailand Open               | Mixed       | 1     | Lee Yong-dae / Hwang Yu-mi  |

## Referenzen
- Hwang Yu-mi in der Datenbank von Olympedia.org (englisch)

| Personendaten    | Personendaten                     |
| ---------------- | --------------------------------- |
| NAME             | Hwang, Yu-mi                      |
| ALTERNATIVNAMEN  | 황유미 (koreanisch)               |
| KURZBESCHREIBUNG | südkoreanische Badmintonspielerin |
| GEBURTSDATUM     | 18. März 1982                     |